# Henri Maynier
Henri Maynier, né le 1er septembre 1913 à Saumur et mort le 11 septembre 1997 à Paris, est un haut magistrat français de l’ordre judiciaire. Son parcours professionnel est varié : magistrat du parquet, magistrat du siège, conseiller ministériel, directeur d'administration centrale, directeur de cabinet de deux gardes des Sceaux.

## Biographie
Henri Maynier est le petit fils d'Émile Allix, et le fils de Marcelle Allix et Hippolyte Maynier, lui-même juge et professeur de droit.
D'abord avocat au barreau d'Angers, il entre en magistrature en 1936. Substitut à Paris en 1954, promu premier substitut en 1960, il devient en 1961 président de chambre à la cour d'appel d'Orléans. Il est chargé de mission au cabinet du Premier ministre Michel Debré entre mai 1961 et avril 1962. Après la constitution du Gouvernement Georges Pompidou (1) il est nommé en avril 1962 directeur de cabinet du garde des Sceaux Jean Foyer. Il quitte ces fonctions le 7 juin 1962, ayant été nommé directeur des affaires criminelles et des grâces au ministère de la Justice. Il redevient directeur de cabinet du garde des Sceaux Jean Foyer en décembre 1963, et il conserve ce poste jusqu'au 4 janvier 1967, date à laquelle il est nommé inspecteur général des services judiciaires.
Henri Maynier occupe à nouveau le poste de directeur de cabinet du garde des Sceaux du 23 juillet 1968 à avril 1969, auprès de René Capitant. Il rejoint ensuite la Cour de cassation comme avocat général, dont il avait le grade depuis le 24 mai 1964. Le 18 juin 1980 il est promu premier avocat général. Le 25 septembre 1980 il est nommé procureur général. Il est admis à faire valoir ses droits à la retraite à compter du 2 septembre 1981.

## Distinctions
- Commandeur de la Légion d'honneur

## Pour approfondir